# الركية (كشر)

تعديل مصدري - تعديل

الركية هي إحدى قرى عزلة خميس اليزيدي بمديرية كشر التابعة لمحافظة حجة، بلغ تعداد سكانها 23 نسمة حسب تعداد اليمن لعام 2004.